# Paso fronterizo de Beni Enzar
Beni Enzar (en árabe: بني انصار‎, en lenguas bereberes: ⴰⵢⵝ ⵏⵙⴰⵔ, en francés: Beni Ensar) es un paso fronterizo entre la ciudad española de Melilla y la ciudad marroquí de Beni Enzar. Es considerado uno de los pasos fronterizos más transitados de África, junto con el paso de Tarajal entre Marruecos y Ceuta.
Su tránsito, además de turistas, es principalmente de "vehículos de contrabando", que se trata de marroquíes que compran productos en Melilla a menor costo para venderlos a mayor valor en su país. En cuanto a los movimientos migratorios, Melilla es lugar clave de paso de los flujos migratorios de población africana hacia los territorios de la Unión Europea. En los últimos años han aumentado el número de subsaharianos que intentan ingresar ilegalmente a España.
Hacia marzo de 2014 la aduana de Beni Enzar comenzó a realizar obras de remodelación para agilizar el tránsito de personas y vehículos. Desde noviembre de 2014 los inmigrantes que cruzan el paso pueden solicitar asilo. En marzo de 2015 se abrió formalmente una oficina para tal fin.
Es el paso fronterizo más importante de los cuatro que se extienden entre Melilla y Marruecos, el único que funciona como aduana comercial y el único que permanece abierto las 24 horas del día los 365 días del año.

## Galería

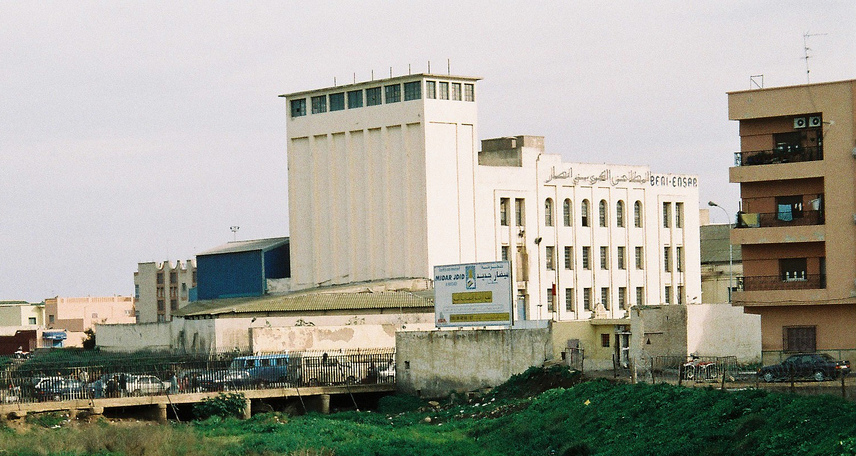
Acceso desde Beni Enzar
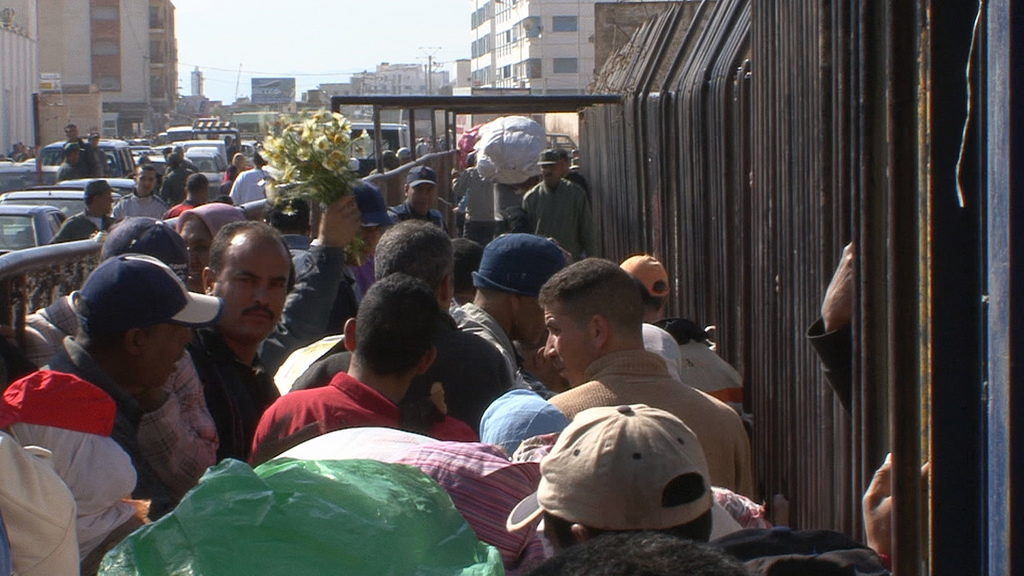
Gente transitando
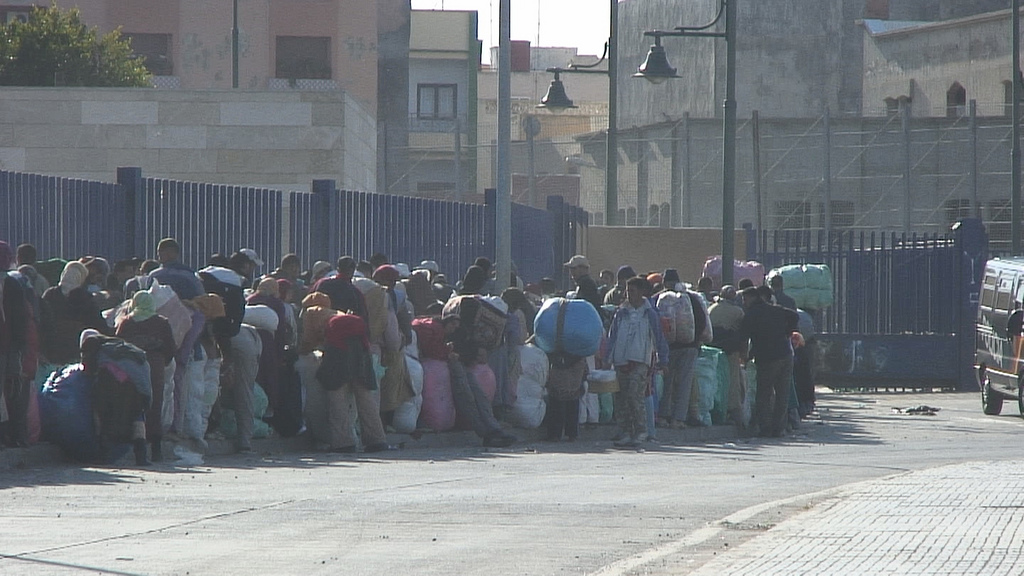
Comerciantes con productos.